# 10th Indian Infantry Brigade
La 10th Indian Infantry Brigade (10ª Brigata di Fanteria Indiana) è stata una brigata di fanteria dell'Esercito Indiano durante la seconda guerra mondiale. Fu formata nel settembre 1939 e assegnata alla 5th Indian Infantry Division; nel settembre 1940 venne assegnata alla campagna in Africa Orientale. La Brigata venne assegnata a supporto di altre formazioni, la 4th Indian Infantry Division tra giugno 1940 e marzo 1941, e la 10th Armoured Division inglese tra marzo e giugno 1942, quando venne sopraffatta e distrutta durante la Battaglia di Gazala. Una nuova Brigata venne costituita in Egitto ed assegnata alla 10th Indian Infantry Division, che prese parte alla Campagna d'Italia dall'aprile 1944 fino alla fine della guerra.

## Composizione
- 3º Reggimento Cavalleria, settembre - ottobre 1939
- 1º Battaglione, 7º Reggimento del Rajput, settembre 1939 - maggio 1940
- 1º Battaglione, 2º Reggimento del Punjab, settembre - ottobre 1939 e gennaio - ottobre 1944
- 2º Battaglione, King's Own Scottish Borderers September 1(Guardie scozzesi di confine del Re), settembre - ottobre 1939
- 3º Battaglione, 14º Reggimento del Punjab, ottobre 1939 - ottobre 1940
- 3º Battaglione, 18º Reggimento Fucilieri Reali Garhwal, ottobre 1939 - gennaio 1942 e luglio 1942 - maggio 1943
- 4º Battaglione, 10º Reggimento di Baluch, novembre 1939 - agosto 1945
- 3º Battaglione, 2º Reggimento del Punjab, gennaio 1940 e marzo - maggio 1941
- 2º Battaglione, Reggimento di fanteria leggera delle Highland, ottobre 1940 - giugno 1942
- 1º Battaglione, Reggimento dell'Essex, ottobre - dicembre 1940
- 28º Reggimento di Artiglieria Campale, marzo 1942 - maggio 1943
- 2º Battaglione, 4º Reggimento fucilieri Gurkha, maggio 1942 - agosto 1945
- 1º Battaglione, Reggimento di fanteria leggera Duca di Cornovaglia, luglio - agosto 1942
- 2º Battaglione, 3º Reggimento fucilieri Gurkha, agosto 1942 - gennaio 1943
- 4º Battaglione, 13º Reggimento fucilieri di frontiera, giugno - dicembre 1943
- 1º Battaglione, Reggimento di fanteria leggera Durham, maggio 1944 - agosto 1945
- 4º Battaglione, 11º Reggimento Sikh, agosto 1944 e dicembre 1944 - gennaio 1945
- 2º Battaglione, 6º Reggimento fucilieri Gurkha, novembre - dicembre 1944
- 3º Battaglione, 1º Reggimento del Punjab, dicembre 1944
- Reggimento di fanteria Jodhpur Sardar, dicembre 1944 - marzo 1945[2]

## Comandanti
I seguenti ufficiali comandarono la Brigata nell'arco della Guerra
Gen. B. H.R.C. Lane (da inizio a metà settembre 1939)
Gen. B. W.J. Slim (da fine settembre 1939 a gennaio 1941)
Ten. Col. B.C. Fletcher (da gennaio 1941 a marzo 1941)
Gen. B. T.W. Rees (da marzo 1941 a marzo 1942)
Gen. B. C.H. Boucher (da marzo 1942 a giugno 1942)
Gen. B. A.W.W. Holworthy (da luglio 1942 a ottobre 1942)
Gen. B. J.A. Finlay (da ottobre 1942 a febbraio 1944)
Gen. B. T.N. Smith (da febbraio 1944 alla fine della guerra)